# Рустамов, Алибек Рустамович
Алибек Рустамович Рустамов (узб. Alibek Rustamov; 15 мая 1931, Янгиюль — 5 октября 2013, Ташкент) Ташкент) — советский узбекский филолог, источниковед. Академик Академии наук Узбекистана (1995).

## Биография
А. Рустамов родился в 1931 году в г. Янгиюль Ташкентской области в семье служащего. В 1955 году закончил филологический факультет Среднеазиатского государственного университета (ныне Национальный университет Узбекистана). Окончил ирано-афганское отделение восточного факультета Среднеазиатского университета.
Доктор филологических наук (1968), профессор (1968). 
Лаборант (1956—57), аспирант (1957—59), преподаватель (1960) кафедры языкознания.
Старший научный сотрудник Института языка и литературы АН Узбекистана (1960—61), доцент восточного факультета ТашГУ (1961—65), заведующий кафедрой общего языкознания Педагогического института русского языка и литературы (1965—90), заведующий кафедрой тюркологии Ташкентского института востоковедения (1991—99), профессор кафедры (с 2000).
В 1995 году избран действительным членом Академии наук Республики Узбекистан.
Работы Рустамова были связаны с практическими и теоретическими вопросами тюркологии и общего языкознания, связанными с изучением тюркского (узбекского) языка и письменности, языка произведений Алишера Навои, стиля и методики, поэтической системы арузов, классических литературных терминов. Он занимался также научными и художественными переводами (например, переводом «Бадое Уссаное» Атуллы Хусейни с персидского на узбекский, «Махбуб ул-кулуб» Алишера Навои на русский язык). Участвовал в составлении «Аннотированного словаря узбекского языка» (1981).
Умер в 2013 году в Ташкенте.

## Награды
- Орден «Эл-юрт ҳурмати»